# Precis galami
Precis galami är en fjärilsart som beskrevs av Paul Mabille 1885/1887. Precis galami ingår i släktet Precis och familjen praktfjärilar. Inga underarter finns listade i Catalogue of Life.